# Рабочий посёлок Воскресенское
Рабочий посёлок Воскресенское — городское поселение в Воскресенском районе Нижегородской области Российской Федерации.
Административный центр — рабочий посёлок Воскресенское.

## История
Статус и границы городского поселения установлены Законом Нижегородской области 24 октября 2005 года № 168-З «Об утверждении границ, состава территории Воскресенского муниципального района, границ и состава территорий муниципальных образований, входящих в состав Воскресенского муниципального района»

## Население
| 2002  | 2008  | 2009  | 2010  | 2011  | 2012  | 2013  | 2014  |
| ----- | ----- | ----- | ----- | ----- | ----- | ----- | ----- |
| 8081  | ↘6115 | ↘6067 | ↗7765 | ↘7736 | ↘7657 | ↘7572 | ↘7539 |
| 2015  | 2016  | 2017  | 2018  | 2019  | 2020  | 2021  |       |
| ↘7462 | ↘7447 | ↗7461 | ↗7528 | ↘7476 | ↘7455 | ↘6899 |       |

## Состав городского поселения
| № | Населённый пункт      | Тип населённого пункта                  | Население |
| - | --------------------- | --------------------------------------- | --------- |
| 1 | Воскресенское         | рабочий посёлок, административный центр | ↘5555     |
| 2 | Калиниха              | посёлок                                 | ↘1429     |
| 3 | Посёлок имени Михеева | посёлок                                 | ↘151      |